# Frits Thors

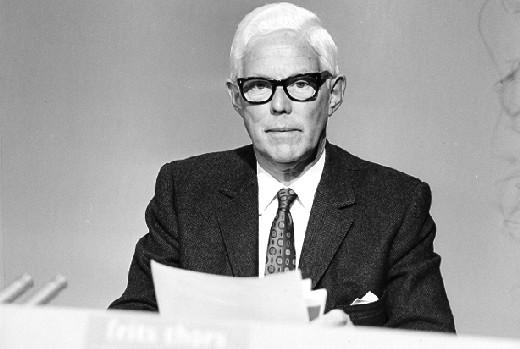
Frits Thors.

Alexander Frederik Paul "Frits" Thors (Ámsterdam, 13 de septiembre de 1909-Laren, 19 de abril de 2014) fue un periodista y presentador de noticias neerlandés. Thors fue más conocido como el presentador de noticias de la NTS-Journaal desde 1965 hasta 1972.

## Biografía
Antes de NTS- Journaal , ya había tenido una larga carrera como locutor de radio para AVRO. Hizo su debut como locutor en 1928. Durante la Segunda Guerra Mundial fue uno de los pocos empleados de radiodifusión que no querían trabajar para el servicio de radiodifusión de la propaganda de la Alemania nazi en los Países Bajos. En 1944 y 1945 trabajó para Radio Nederland Herrijzend (Radio Recuperación de Países Bajos), que emite desde la liberada zona del sur de los Países Bajos. A partir de 1946 trabajó como periodista independiente para la emisora canadiense CBC (1946-1948 en Montreal) y la holandesa Wereldomroep.

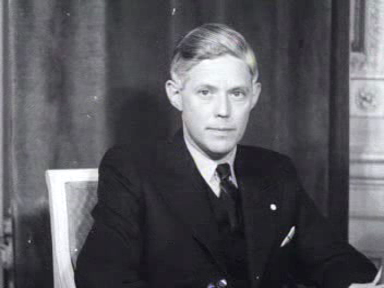
Thors en 1946

Para su cumpleaños número 100 el 13 de septiembre de 2009, la red de radiodifusión holandesa NOS lo visitó para una entrevista en su casa. En una entrevista con el reportero Peer Ulijn de NOS, Thors apareció extraordinariamente claro del espíritu. Thors no era muy aficionado a la publicidad en sus últimos años, pero él acudió a la presentación de un libro en honor a los presentadores de noticias más famosos de Holanda de la NTS - Journaal en octubre de 2012; Thors fue de 103 en aquel momento.